# Expanding Senses
Albums de Darkane
Insanity Layers of Lies
Expanding Senses est le troisième album du groupe de death metal mélodique Darkane. Il est sorti le 26 août 2002 en Europe, le 4 septembre 2002 au Japon par Toy's Factory et le 1er octobre 2002 aux États-Unis.

## Liste des titres
| No | Titre                        | Durée |
| -- | ---------------------------- | ----- |
| 1. | Innocence Gone               | 4:43  |
| 2. | Solitary Confinement         | 5:02  |
| 3. | Fatal Impact                 | 3:41  |
| 4. | Imaginary Entity             | 4:45  |
| 5. | Violence Fron Whithin        | 5:11  |
| 6. | The Fear Of One's Self       | 2:42  |
| 7. | Chaos Vs Order               | 4:47  |
| 8. | Parasites Of The Unexplained | 3:54  |
| 9. | Submission                   | 5:34  |

## Musiciens & production

### Darkane
- Andreas Sydow - Chant
- Klas Ideberg - Guitare
- Christofer Malmström - Guitare, Arrangeur
- Jörgen Löfberg - Basse
- Peter Wildoer - Batterie, Mixage

### Invités
- Örjan Örnkloo - Échantillonnage, mixage, programmation du clavier
- Daniel Bergstrand - mixage
- Andy Siry - A&R
- Lawrence Mackrory - Voix additionnelles sur "Chaos Vs. Order"
- Thomas Ewerhard - Maquette, pochette
- Thomas Eberger - Mastering
- Johan Larsson - Chœur
- Lotta Alm - Chœur
- Mattias Svensson - Chœur